# Loulou, l'incroyable secret
Pour les articles homonymes, voir Loulou.
Pour plus de détails, voir Fiche technique et Distribution.
Loulou, l'incroyable secret est un film d'animation franco-belge réalisé par Éric Omond et sorti en 2013. Il s'inspire des créations de l'auteur et illustrateur Grégoire Solotareff qui avait créé le personnage de Loulou dans l'album pour la jeunesse éponyme en 1989. Il est le lauréat du César du meilleur film d'animation lors de la 39e cérémonie des César.

## Synopsis
Loulou et Tom, un loup et un lapin, forment un duo indissoluble depuis qu'ils sont enfants. Adolescents, ils mènent ensemble une existence paisible et sans histoire au Pays des Lapins. Mais soudain, une bohémienne déclare au jeune Loulou que sa mère, qu'il pensait morte, est toujours vivante. Les deux affidés entreprennent alors de partir à sa recherche dans la principauté de Wolfenberg, Pays des loups. Ils surviennent alors que se déroule le Festival de Carne, réunion annuelle des plus sauvages carnivores du monde. Mais leur attachement mutuel est mis à rude épreuve dans cette contrée où les herbivores finissent asservis ou dévorés sans pitié.

## Fiche technique
- Titre : Loulou, l'incroyable secret
- Réalisation : Éric Omond
- Scénario : Grégoire Solotareff et Jean-Luc Fromental
- Musique : Laurent Perez del Mar
- Mixage : Fabien Devillers
- Animation : Laurent Kircher et Grégoire Solotareff
- Montage : Céline Kelepikis
- Producteur : Valérie Schermann et Christophe Jankovic
  - Coproducteur : Léon Perahia
- Production : Prima Linea Productions, Belvision, France 3 Cinéma et RTBF
- Distribution : Diaphana Distribution et Films Distribution
- Pays :  France,  Belgique
- Durée : 80 minutes
- Genre : animation
- Dates de sortie :
  -  France : 18 décembre 2013
- À partir de 2 ans

## Distribution
- Malik Zidi : Loulou
- Stéphane Debac : Tom
- Anaïs Demoustier : Scarlett
- Carlo Brandt : Lou-Andrea
- Marianne Basler : Olympe
- Léonore Chaix : Cornélia
- Sarah-Jane Sauvegrain : Nina et le Capitaine N
- Patrick Paroux : Momo
- Marie Berto : Rosetta
- Rémy Roubakha : Simon-Edgar Finkel
- John Arnold : Paul-Loup

## Production
Grégoire Solotareff crée le personnage de Loulou en 1989 dans l'album pour la jeunesse Loulou. Cet album est adapté en un moyen métrage animé, Loulou, qui sort au cinéma regroupé avec quatre autres courts métrages sous le titre Loulou et autres loups en 2003.

## Distinctions

### Récompenses
- César 2014 : meilleur film d'animation[2]